# Littoral de Tresserve
Le littoral de Tresserve est un site palafittique préhistorique situé sur la commune de Tresserve, sur les rives du lac du Bourget, dans le département de la Savoie en région Auvergne-Rhône-Alpes, en France.
| bien unesco = Sites palafittiques préhistoriques autour des Alpes

## Description
Ce site, appelé palafitte du Saut, a été découvert en 1862. C'est l'un des plus vastes et des mieux préservés pour les phases finales de l'Âge du bronze alpin. Il présente 70 cm de couches stratigraphiques.

## Datation
Selon la dendrochronologie, les abattages des arbres datent de 990-850 av. J.-C. Quant aux pieux en aulne, ils datent de 450-250 av. J.-C.

## Vestige fossile
Les fouilles ont livré en 1963 le crâne d'une femme d'une trentaine d'années, datant de l'Âge du bronze tardif, dont les caractéristiques sont proches de celles des crânes des palafittes suisses.

## Protection
Le littoral de Tresserve fait partie des sites palafittiques préhistoriques autour des Alpes, rassemblant 110 autres cités lacustres du Néolithique et de l'Âge du bronze présentes dans les Alpes et conjointement classées le 27 juin 2011 au patrimoine mondial de l'UNESCO.